# Claes Alströmer

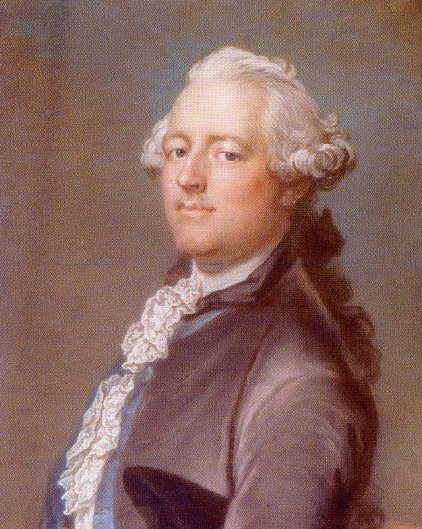
Claes Alströmer im Alter von 35 Jahren

Claes Alströmer, auch Clas Alströmer, Klas Alströmer und Klaus Alströmer (* 9. August 1736 in Alingsås; † 5. März 1794 in Gåsevadsholm) war ein schwedischer Kaufmann und Naturforscher. Sein offizielles botanisches Autorenkürzel lautet „Alstr.“.

## Leben und Wirken
Claes Alströmer, ein Sohn von Jonas Alströmer und Margareta Clason, studierte in Uppsala Naturgeschichte, Chemie und Ökonomie. Zu seinen Lehrern gehörten Carl von Linné und Johan Gottschalk Wallerius. Neben seiner kaufmännischen Tätigkeit führte Alströmer Studienreisen nach Süd- und Westeuropa durch und kultivierte mitgebrachte Pflanzen in seinem privaten botanischen Garten. Unter anderem besuchte er zwischen 1760 und 1764 Südspanien, Frankreich, Italien, Deutschland, die Niederlande und England. 1778 wurde er zum auswärtigen Mitglied der Göttinger Akademie der Wissenschaften gewählt. Claes Alströmer war mit Sara Katarina Sahlgren verheiratet.

## Ehrentaxon
Carl von Linné benannte nach ihm die Pflanzengattung Alstroemeria, die Typusgattung der Familie der Inkaliliengewächse (Alstroemeriaceae).